# Anita Wachter
Anita Wachter (Bartholomäberg, 12 febbraio 1967) è un'ex sciatrice alpina austriaca.
Fu una delle atlete di punta della squadra austriaca nel periodo compreso tra la fine degli anni ottanta e gli anni novanta. In particolare eccelleva nella disciplina dello slalom gigante, nella quale ottenne la maggior parte delle vittorie. Durante la sua lunga carriera la sciatrice austriaca conquistò, tra l'altro, l'oro olimpico nella combinata a Calgary 1988, una Coppa del Mondo generale e due Coppe del Mondo di specialità.

## Biografia
La Wachter, originaria di Schruns, è moglie di Rainer Salzgeber e madre di Amanda, a loro volta sciatori alpini.

### Stagioni 1984-1990
Ottenne il primo successo in campo internazionale nella Coppa Europa 1984, imponendosi sia nella classifica generale sia in quella di slalom gigante; l'anno dopo ai Mondiali juniores di Jasná conquistò due medaglie d'oro, nello slalom gigante e nello slalom speciale, e una d'argento, nella combinata. In Coppa del Mondo ottenne il primo risultato di rilievo il 17 marzo dello stesso anno a Waterville Valley (15ª in slalom gigante) e il primo podio il 25 gennaio 1986 a Saint-Gervais-les-Bains (3ª in combinata).
Nel 1987 esordì ai Campionati mondiali, classificandosi 5ª nella combinata nella rassegna iridata di Crans-Montana, e vinse la sua prima gara di Coppa del Mondo, lo slalom speciale di Courmayeur del 30 novembre. Nella stessa stagione debuttò anche ai Giochi olimpici invernali: a Calgary 1988 vinse la medaglia d'oro nella combinata, si piazzò 5ª nel supergigante, 7ª nello slalom gigante e non concluse la discesa libera e lo slalom speciale.

### Stagioni 1989-1993
Ai Mondiali di Vail 1989 si piazzò 9ª nel supergigante, 13ª nello slalom gigante e 5ª nella combinata, mentre nella stagione seguente vinse la sua prima Coppa del Mondo di slalom gigante, con 44 punti di vantaggio su Mateja Svet, e si classificò al primo posto nella classifica di combinata.
Ai Mondiali di Saalbach-Hinterglemm 1991 vinse la medagli di bronzo nel supergigante e si classificò 11ª nello slalom gigante e 12ª nello slalom speciale; l'anno dopo ai XVI Giochi olimpici invernali di Albertville 1992, dopo esser stata portabandiera dell'Austria durante la cerimonia di apertura, vinse due medaglie d'argento, nello slalom gigante e nella combinata, mentre nel supergigante fu 9ª. Nella stagione 1992-1993 vinse la Coppa del Mondo generale (con 20 punti di vantaggio su Katja Seizinger) e la classifica di combinata e partecipò ai Mondiali di Morioka, dove si aggiudicò la medaglia d'argento nello slalom gigante, quella di bronzo nella combinata e si piazzò 6ª nel supergigante.

### Stagioni 1994-2001
A Lillehammer 1994, sua ultima partecipazione olimpica, dopo esser stata nuovamente portabandiera dell'Austria durante la cerimonia di apertura si classificò 9ª nel supergigante, 4ª nello slalom gigante e non concluse lo slalom speciale; in Coppa del Mondo si aggiudicò per la seconda volta la coppa di cristallo dello slalom gigante, con 119 punti di margine su Vreni Schneider. Nel 1996 ai Mondiali della Sierra Nevada vinse il suo secondo argento iridato, quella volta nella combinata e si piazzò 16ª nel supergigante, 4ª nello slalom gigante e non concluse lo slalom speciale; nella stessa stagione in Coppa del Mondo si aggiudicò per la terza volta la classifica della combinata. L'anno dopo ai Mondiali di Sestriere si piazzò 4ª nello slalom gigante, 22ª nello slalom speciale e 10ª nella combinata.
Nel 1999 incrementò il suo palmarès con un'ultima medaglia di bronzo, nello slalom gigante, ai Mondiali di Vail/Beaver Creek, dove fu anche 9ª nello slalom speciale; il 28 dicembre dello stesso anno conquistò a Lienz in slalom gigante l'ultima vittoria in Coppa del Mondo, mentre il 17 febbraio 2000 salì per l'ultima volta sul podio nel massimo circuito internazionale, a Åre nella medesima specialità (12ª). Si congedò dalle rassegne iridate a Sankt Anton 2001, senza concludere la prova di slalom gigante, e dall'attività agonistica il 10 marzo dello stesso anno a Åre, in uno slalom speciale valido per la Coppa del Mondo non completato dalla Wachter.

## Palmarès

### Olimpiadi
- 3 medaglie:
  - 1 oro (combinata a Calgary 1988)
  - 2 argenti (slalom gigante, combinata a Albertville 1992)

### Mondiali
- 5 medaglie:
  - 2 argenti (slalom gigante a Morioka 1993; combinata a Sierra Nevada 1996)
  - 3 bronzi (supergigante a Saalbach-Hinterglemm 1991; combinata a Morioka 1993; slalom gigante a Vail/Beaver Creek 1999)

### Mondiali juniores
- 3 medaglie[4]:
  - 2 ori (slalom gigante, slalom speciale a Jasná 1985)
  - 1 argento (combinata a Jasná 1985)

### Coppa del Mondo
- Vincitrice della Coppa del Mondo nel 1993
- Vincitrice della Coppa del Mondo di slalom gigante nel 1990 e nel 1994
- Vincitrice della classifica di combinata nel 1990, nel 1993 e nel 1996[5]
- 75 podi:
  - 19 vittorie
  - 32 secondi posti
  - 24 terzi posti

#### Coppa del Mondo - vittorie
| Data             | Località                | Paese       | Specialità |
| ---------------- | ----------------------- | ----------- | ---------- |
| 30 novembre 1987 | Courmayeur              | Italia      | SL         |
| 9 agosto 1989    | Las Leñas               | Argentina   | SG         |
| 3 dicembre 1989  | Vail                    | Stati Uniti | GS         |
| 10 febbraio 1991 | Zwiesel                 | Germania    | GS         |
| 5 dicembre 1992  | Steamboat Springs       | Stati Uniti | GS         |
| 17 gennaio 1993  | Cortina d'Ampezzo       | Italia      | KB         |
| 31 ottobre 1993  | Sölden                  | Austria     | GS         |
| 26 novembre 1993 | Santa Caterina Valfurva | Italia      | GS         |
| 16 gennaio 1994  | Cortina d'Ampezzo       | Italia      | GS         |
| 7 gennaio 1995   | Haus                    | Austria     | SG         |
| 23 gennaio 1995  | Cortina d'Ampezzo       | Italia      | GS         |
| 18 febbraio 1995 | Åre                     | Svezia      | GS         |
| 17 dicembre 1995 | Sankt Anton am Arlberg  | Austria     | KB         |
| 21 gennaio 1996  | Cortina d'Ampezzo       | Italia      | GS         |
| 27 dicembre 1998 | Semmering               | Austria     | GS         |
| 2 gennaio 1999   | Maribor                 | Slovenia    | GS         |
| 24 febbraio 1999 | Åre                     | Svezia      | GS         |
| 13 marzo 1999    | Sierra Nevada           | Spagna      | GS         |
| 28 dicembre 1999 | Lienz                   | Austria     | GS         |

Legenda:

SG = supergigante

GS = slalom gigante

SL = slalom speciale

KB = combinata

### Coppa Europa
- Vincitrice della Coppa Europa nel 1984[3]
- Vincitrice della classifica di slalom gigante nel 1984[3]

### Nor-Am Cup
- 2 podi (dati dalla stagione 1994-1995):
  - 2 vittorie

#### Nor-Am Cup - vittorie
| Data             | Località     | Paese       | Specialità |
| ---------------- | ------------ | ----------- | ---------- |
| 25 novembre 1998 | Beaver Creek | Stati Uniti | GS         |
| 20 novembre 2000 | Winter Park  | Stati Uniti | GS         |

Legenda:

GS = slalom gigante

### Campionati austriaci
- 10 medaglie[6]:
  - 6 ori (combinata nel 1985; slalom speciale nel 1986; slalom gigante nel 1990; slalom gigante, slalom speciale nel 1994; slalom gigante nel 1997)
  - 3 argenti (slalom gigante, slalom speciale nel 1985; slalom speciale nel 1997)
  - 1 bronzo (discesa libera nel 1990)

## Statistiche

### Podi in Coppa del Mondo
| Stagione/Specialità | Supergigante | Supergigante | Supergigante | Slalom gigante | Slalom gigante | Slalom gigante | Slalom speciale | Slalom speciale | Slalom speciale | Combinata | Combinata | Combinata | Podi totali |
| ------------------- | ------------ | ------------ | ------------ | -------------- | -------------- | -------------- | --------------- | --------------- | --------------- | --------- | --------- | --------- | ----------- |
| Stagione/Specialità | 1º           | 2º           | 3º           | 1º             | 2º             | 3º             | 1º              | 2º              | 3º              | 1º        | 2º        | 3º        | Podi totali |
| 1985                |              |              |              |                |                |                |                 |                 |                 |           |           |           | 0           |
| 1986                |              | 1            |              |                | 1              |                |                 |                 |                 |           |           | 1         | 3           |
| 1987                |              | 1            | 1            |                |                |                |                 |                 |                 |           |           |           | 2           |
| 1988                |              |              | 1            |                | 1              | 1              | 1               | 1               |                 |           | 1         |           | 6           |
| 1989                |              | 2            | 1            |                | 1              | 1              |                 |                 |                 |           |           |           | 5           |
| 1990                | 1            |              |              | 1              | 4              | 1              |                 | 1               | 2               |           | 1         | 1         | 12          |
| 1991                |              |              | 1            | 1              |                | 1              |                 |                 | 1               |           |           |           | 4           |
| 1992                |              |              |              |                | 1              |                |                 |                 |                 |           |           |           | 1           |
| 1993                |              | 1            | 2            | 1              | 2              | 1              |                 | 1               |                 | 1         |           |           | 9           |
| 1994                |              |              | 1            | 3              | 3              |                |                 | 1               |                 |           |           |           | 8           |
| 1995                | 1            |              |              | 2              | 1              |                |                 |                 |                 |           |           |           | 4           |
| 1996                |              |              |              | 1              |                | 1              |                 |                 |                 | 1         |           |           | 3           |
| 1997                |              |              |              |                | 4              |                |                 |                 | 1               |           |           | 1         | 6           |
| 1998                |              |              |              |                |                |                |                 |                 |                 |           |           |           | 0           |
| 1999                |              |              |              | 4              | 1              | 2              |                 |                 |                 |           |           |           | 7           |
| 2000                |              |              |              | 1              | 2              | 2              |                 |                 |                 |           |           |           | 5           |
| 2001                |              |              |              |                |                |                |                 |                 |                 |           |           |           | 0           |
| Totale              | 2            | 5            | 7            | 14             | 21             | 10             | 1               | 4               | 4               | 2         | 2         | 3         | 75          |
| Totale              | 14           | 14           | 14           | 45             | 45             | 45             | 9               | 9               | 9               | 7         | 7         | 7         | 75          |

## Onorificenze e riconoscimenti
La Wachter fu proclamata sportiva austriaca dell'anno nel 1993 e fu insignita di una decorazione d'onore dell'Ordine al merito della Repubblica austriaca: